# Équipe de Malte de rugby à XV
L'équipe de Malte de rugby à XV est une sélection de joueurs de rugby à XV de Malte.
Elle joue notamment dans la Conférence 1 Sud du Championnat européen international de rugby à XV, dont elle a fini première de la dernière édition.
L'équipe est actuellement classée 39e dans le classement World Rugby, leur meilleur classement de tous les temps. Ils sont entraînés par le gallois Damian Neill, ancien numéro 8 des clubs de Aberavon RFC et Maesteg RFC en première division galloise.
Elle était membre de la FIRA - Association Européenne de Rugby.

## Historique
Bien que le rugby soit pratiqué à Malte depuis la fin du XIXe siècle – quand l'ile était gouvernée par le Royaume-Uni – l'équipe de Malte n'a joué son premier match que le 18 novembre 2000 contre la Moldavie à Chişinău, match perdu 58–8.
L'équipe joue actuellement dans la Conférence 1 Sud du Championnat européen international de rugby à XV, l'équivalent du 4e niveau (sur 6) du rugby international européen.
Elle a fini première des deux derniers tournois de la Conférence 1 Sud, en 2017 et 2018, mais deux défaites dans le barrage de promotion l'ont empêché d'accéder au niveau supérieur.

## Palmarès
- Coupe du monde
  - 1987 : non invitée
  - 1991 : pas qualifiée
  - 1995 : pas qualifiée
  - 1999 : pas qualifiée
  - 2003 : pas qualifiée
  - 2007 : pas qualifiée
  - 2011 : pas qualifiée